# 49 (število)
49 (devétinštírideset) je naravno število, za katero velja velja 49 = 48 + 1 = 50 - 1.

## V matematiki
- sestavljeno število.
- polpraštevilo.
- sedmo kvadratno število {\displaystyle 49=7^{2}\!\,}.
- deveto Prothovo število 49 = 3 · 24 + 1.
- Somerjevo psevdopraštevilo (Somer-Lucasovo psevdopraštevilo).
- veselo število.

## V znanosti
- vrstno število 49 ima indij (In).

## Drugo

### Leta
- 449 pr. n. št., 349 pr. n. št., 249 pr. n. št., 149 pr. n. št., 49 pr. n. št.
- 49, 149, 249, 349, 449, 549, 649, 749, 849, 949, 1049, 1149, 1249, 1349, 1449, 1549, 1649, 1749, 1849, 1949, 2049, 2149